# Gloydius brevicaudus
Espèce
Synonymes
- Agkistrodon blomhoffii brevicaudus Stejneger, 1907
- Gloydius blomhoffii brevicaudus (Stejneger, 1907)
- Agkistrodon blomhoffii siniticus Gloyd, 1977
- Gloydius blomhoffii siniticus (Gloyd, 1977)

Gloydius brevicaudus ou mamushi à queue courte est une espèce de serpents de la famille des Viperidae. 

## Répartition
Cette espèce se rencontre :
- en Corée du Nord ;
- en Corée du Sud ;
- en République populaire de Chine;
- au Japon .

## Description
L'holotype de Gloydius brevicaudus mesure 595 mm dont  63 mm pour la queue. C'est un serpent venimeux.

## Galerie

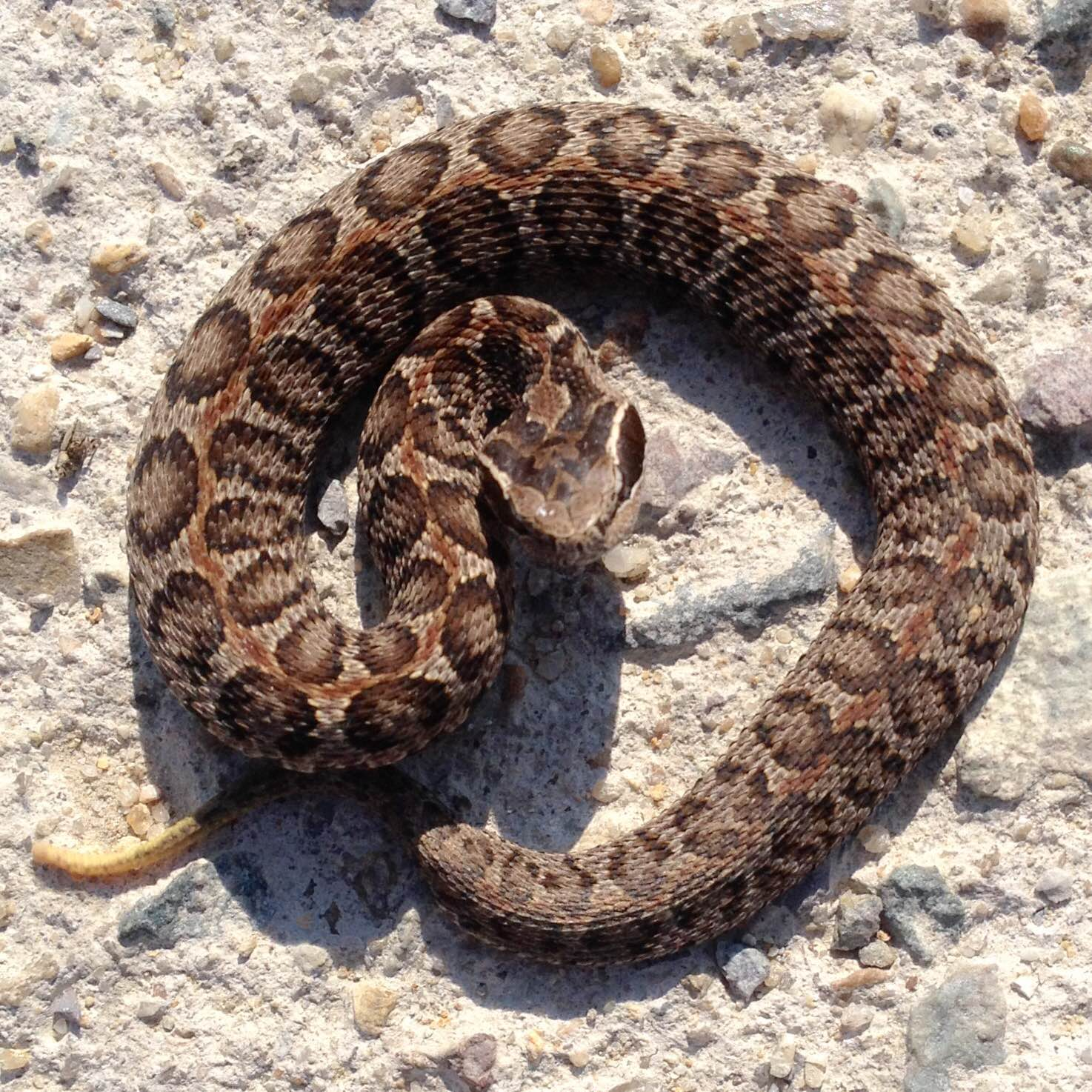
Gloydius brevicaudus
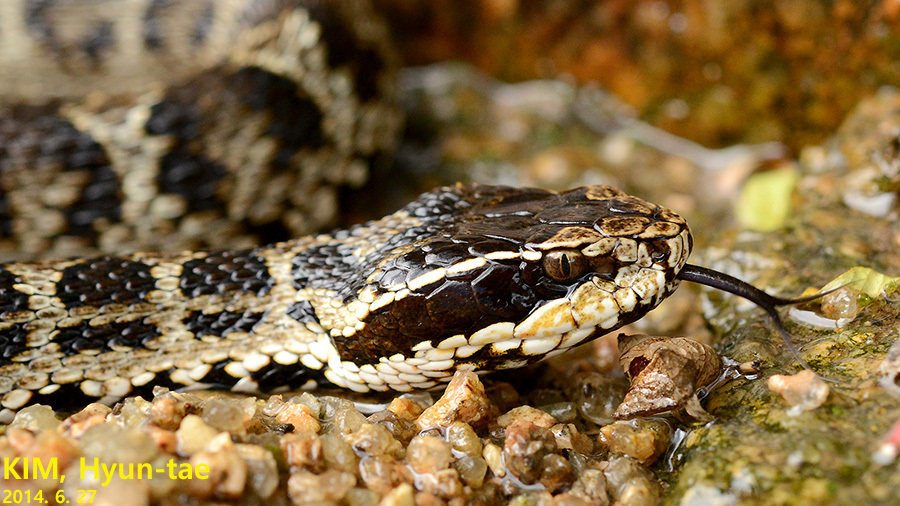
Gloydius brevicaudus

## Liste des sous-espèces
Selon The Reptile Database (14 février 2014) :
- Gloydius brevicaudus brevicaudus (Stejneger, 1907)
- Gloydius brevicaudus siniticus (Gloyd, 1977)

## Étymologie
Le nom spécifique brevicaudus vient du latin brevis, court, et de cauda, la queue, en référence à l'aspect de ce serpent.

## Publications originales
- Gloyd, 1977 : Descriptions of new taxa of crotalid snakes from China and Ceylon (Sri Lanka). Proceedings of the Biological Society of Washington, vol. 90, no 4, p. 1002-1015 (texte intégral).
- Stejneger, 1907 : Herpetology of Japan and adjacent Territory. United States National Museum Bulletin, vol. 58, p. 1-577 (texte intégral).